# Cantone di Milly-la-Forêt
Il Cantone di Milly-la-Forêt era una divisione amministrativa dell'arrondissement di Évry.
A seguito della riforma approvata con decreto del 24 febbraio 2014, che ha avuto attuazione dopo le elezioni dipartimentali del 2015, è stato soppresso.

## Composizione
Comprendeva i comuni di:
- Boigneville
- Buno-Bonnevaux
- Courances
- Courdimanche-sur-Essonne
- Dannemois
- Gironville-sur-Essonne
- Maisse
- Milly-la-Forêt
- Moigny-sur-École
- Oncy-sur-École
- Prunay-sur-Essonne
- Soisy-sur-École